# Monte Ferrara
Il Monte Ferrara (in lingua inglese: Mount Ferrara) è una montagna antartica, alta 875 m, situata 5 km a nordest del Vaca Nunatak nelle Panzarini Hills dell'Argentina Range, nei Monti Pensacola, in Antartide. 
Il monte è stato scoperto e fotografato il 13 gennaio 1956 nel corso di un volo transcontinentale nonstop dai membri dell'Operazione Deep Freeze I  della U.S. Navy in volo dal Canale McMurdo al Mar di Weddel e ritorno. 
La denominazione è stata assegnata dall'Advisory Committee on Antarctic Names (US-ACAN), in onore di Frederick J. Ferrara, capo meccanico dell'aviazione dell'U.S. Navy, che faceva parte dell'equipaggio del Lockheed P2V Neptune, l'aereo utilizzato per il volo transcontinentale del 1956.